# Montesa Cota 335
La Montesa Cota 335 fou un model de motocicleta de trial de la gamma Cota de Montesa que es fabricà en dues versions correlatives entre 1986 i 1988. Creada com a successora de la Cota 330 de 1985, tenia una cilindrada de 327,8 cc i fou, juntament amb les Cota 125 i Cota 304 -llançades pocs mesos abans-, la primera Cota que abandonava la configuració típica d'aquest model (motor refrigerat per aire, frens de tambor i doble amortidor posterior) i incorporava ja frens de disc i monoamortidor posterior. Totes tres són, doncs, les primeres Cota que no entren dins la categoria de "clàssiques" (la qual arriba fins al 1985, justament per aquest motiu); a banda, foren també les primeres motos que llançava la nova societat Montesa Honda, successora de la històrica empresa Montesa que havia estat absorbida definitivament per Honda aquell mateix any, 1986.
Amb el ventall de cilindrades que abastaven les noves Cota 125, 304 i 335, Montesa mirava de cobrir tots els perfils de practicants de trial a l'època (des dels més joves fins als professionals, passant pels afeccionats que preferien motos de mitjana cilindrada), i alhora no quedar superada per la iniciativa dels fabricants italians, especialment Aprilia i Beta, els quals ja feia un temps que havien adoptat les millores esmentades en frens i amortidors.
La Cota 335 es presentà uns mesos després que les altres dues (125 i 304) i es començà a comercialitzar el gener de 1987, ja que prèviament fou experimentada i posada a punt al mundial de trial (la temporada de 1986, el principal pilot oficial de la marca en aquest campionat fou l'italià Diego Bosis, qui amb el prototipus de la 335 hi aconseguí la sisena posició final). El novembre del mateix any, 1987, Montesa llançà la nova Cota 307, la primera de les equipades amb l'històric motor "123" que esdevingué realment competitiva al màxim nivell (el seu primer any, assolí el cinquè lloc final al mundial a mans de l'occità Philippe Berlatier). La Cota 307 desplaçà definitivament els models amb motor base "348", el darrer dels quals fou justament la Cota 335, i ha estat considerada la primera d'una nova generació de Cota que arribà al seu zenit amb la Cota 310 de 1989.

## Característiques
La Cota 335 era molt semblant als models inferiors de la gamma, les Cota 125 i 304. La principal diferència visual amb aquestes era el fre de disc posterior -que la 335 sí que incorporava-, la transmissió secundària pel costat dret i la decoració del dipòsit (totalment vermell en les 125 i 304, mentre que la 335 hi duia unes franges adhesives grises i blaves en diagonal). Pel que fa a les seves antecessores, llevat de frens i suspensió posterior, totes tres seguien oferint les mateixes característiques tècniques: conjunt dipòsit-selló d'una sola peça abatible, motor de dos temps monocilíndric refrigerat per aire amb canvi de 6 velocitats, bastidor de doble bressol i amortidors anteriors de forquilla convencional; en l'apartat estètic, però, sí que a primer cop d'ull se n'apreciaven nombroses diferències, entre elles els parafangs, forquilla, amortidors i nou xassís vermells, les noves ampolles de la forquilla o el cavallet gris.

## Versions
La Cota 335 es mantingué com a moto de trial de competició fins que aparegué la Cota 307. D'ençà del 1988, la 335 es reconvertí en moto de tipus Trail, una mena de continuació de la Cota 348 Trail que s'havia llançat el 1982.

### Llista de versions produïdes
| Versió         | Cilindrada | Anys        | Núm. Sèrie | Pintura dipòsit                     |
| -------------- | ---------- | ----------- | ---------- | ----------------------------------- |
| Cota 335       | 327,8 cc   | 1986 - 1987 | 61M1500-   | Vermell amb franges grises i blaves |
| Cota 335 Trail | 327,8 cc   | 1988        | 39M2001-   | Blanc i vermell (estil Cota 307)    |

1. ↑  61M02001 segons una altra font[4]

### Cota 335
Fitxa tècnica
| Cota 335           | Cota 335                            |
| ------------------ | ----------------------------------- |
| Id. Model          | 61M                                 |
| Núm. Sèrie         | 61M1500-                            |
| Anys               | 1986 - 1987                         |
| CC                 | 327,8                               |
| Diàmetre x Carrera | 83,4 x 60 mm                        |
| Compressió         | 10:1                                |
| CV                 | 16,5 a 5.400 rpm                    |
| Carburador         | Amal 2627-27 27 mm                  |
| Canvi              | 6 velocitats                        |
| Suspensió davant   | Forquilla telescòpica               |
| Suspensió darrera  | Monoamortidor Marzocchi             |
| Pneumàtic davant   | 2,75 x 21                           |
| Pneumàtic darrera  | 4,00 x 18                           |
| Frens davant       | Disc 185 mm                         |
| Frens darrera      | Disc 175 mm                         |
| Pes en sec         | 86 Kg                               |
| Capacitat dipòsit  | 4,5 litres                          |
| Pintura dipòsit    | Vermell amb franges grises i blaves |

1. ↑  61M02001 segons una altra font[4]

### Trail
Fitxa tècnica
| Cota 335 Trail     | Cota 335 Trail                   |
| ------------------ | -------------------------------- |
| Id. Model          | 61M?                             |
| Núm. Sèrie         | ?                                |
| Anys               | 1988                             |
| CC                 | 327,8                            |
| Diàmetre x Carrera | 83,4 x 60 mm                     |
| Compressió         | ?                                |
| CV                 | ?                                |
| Carburador         | Amal 2627-27 27 mm               |
| Canvi              | 6 velocitats                     |
| Suspensió davant   | Forquilla telescòpica            |
| Suspensió darrera  | Monoamortidor Marzocchi          |
| Pneumàtic davant   | 2,75 x 21                        |
| Pneumàtic darrera  | 4,00 x 18                        |
| Frens davant       | Disc 185 mm                      |
| Frens darrera      | Disc 175 mm                      |
| Pes en sec         | 94 Kg                            |
| Capacitat dipòsit  | ?                                |
| Pintura dipòsit    | Blanc i vermell (estil Cota 307) |